# Roman Janiszewski
Roman Marian Janiszewski (ur. 9 sierpnia 1854 w Warszawie, zm. 17 maja 1938 w Łodzi) – polski archiwista, urzędnik, zasłużony dla organizowania Archiwum Miejskiego w Łodzi.
Był synem Leopolda i Sabiny z Rzechowskich; ojciec dzierżawił dobra Kleczkowa w powiecie ostrołęckim. W 1873 Janiszewski ukończył V Klasyczne Gimnazjum Męskie w Warszawie, w latach 1875–1878 odbył studia prawnicze na Cesarskim Uniwersytecie Warszawskim. Od 1878 pracował jako administrator majątków ziemskich, w 1900 przeszedł na trzy lata do jednej z kancelarii rejenckich w Łodzi, a w 1903 – do II Łódzkiego Towarzystwa Pożyczkowo-Oszczędnościowego. Od 1915 zatrudniony był w Zarządzie Miejskim w Łodzi, m.in. jako kontroler w Komitecie Aprowizacji.
Pracą archiwisty zajął się niemłodo – w 1924, przechodząc do archiwum Zarządu Miejskiego. Zajął się tam zabezpieczaniem akt, rozproszonych w registraturach różnych agend władz miejskich. W styczniu 1926 został pracownikiem Archiwum Miejskiego w Łodzi, gdzie doczekał się emerytury (1 września 1933). Obok kierującego archiwum Józefa Raciborskiego-Rawity był Janiszewski jedynym pracownikiem umysłowym organizowanej dopiero jednostki. Zajął się – z pomocą pracowników fizycznych – przeniesieniem akt do nowych magazynów, podjął prace porządkowe i ewidencyjne. Uporządkował i zinwentaryzował zespół akt miasta z XIX wieku (do 1914). Ponadto przygotował katalog akt dawnych w układzie alfabetycznym. Do jego zadań należało także prowadzenie pracowni naukowej i realizowanie kwerend.
Był żonaty (żona Janina Zimnoch), miał córkę Irenę. Zmarł 17 maja 1938 w Łodzi.